# Teet Kallas
Pour les articles homonymes, voir Kallas.
Teet Kallas (né le 6 avril 1943 à Tallinn), est un écrivain estonien ayant parfois utilisé le nom de plume Peep Perv.

## Ouvrages
- 1964 "Nii palju päikest" (Roman)
- 1968 "Puiesteede kummaline valgus" (Nouvelles)
- 1971 "Verine padi" (Nouvelles)
- 1972 "Varjud vikerkaarel: kolm jutustust noortele" histoires pour jeunes)
- 1972 Neli vestlust armastused (Drame)
- 1972  "Heliseb-kõliseb..." (Roman)
- 1975 "Viimane mõrv"  (Nouvelles)
- 1977 "Õhtuvalgus" (Nouvelles)
- 1977 "Insener Paberiti juhtum"  (Nouvelles)
- 1979 "Corrida" (Roman)
- 1979 "Eiseni tänav" (Roman)
- 1980 "Väikesed hobused särava vikerkaare all" (Histoires)
- 1980 "Hei, teie seal!"  (Nouvelles)
- 1982 "Muljeid kirjandusmaastikult: [arvustusi, publitsistikat, imitatsioone ja paroodiaid aastaist 1963–1981]"
- 1982 "Arvi kamin"  (Nouvelles)
- 1983 "Janu" (Roman)
- 1985 "Öö neljandas mikrorajoonis: novellid ja jutustused, 1979–1983" (Nouvelles)
- 1988 "Kes tõttab öisele rongile"  (Roman)
- 1990 "Niguliste Tome 1."   (Roman)
- 1990 "Niguliste Tome 2" (Roman)
- 1990 "Naine lõvi seljas: valik luuletusi, 1961–1989" (Anthologie)
- 1995 "Jää hüvasti, mr. Shakespeare"  (Roman)
- 1997 "Käsi: väike õudusromaan"
- 2010 "Kaks meest lauas: kümme novelli ja üks kuuldemäng" (10 nouvelles et une pièce radiophonique)

## Prix et récompenses
- Prix Friedebert Tuglas, 1978
- Cinquième classe de l'Ordre du Blason national d'Estonie, 2002
- Troisième classe de l'Ordre du Blason national d'Estonie, 2006